# Cúp bóng đá Bồ Đào Nha
Cúp bóng đá Bồ Đào Nha (Taça de Portugal, phát âm tiếng Bồ Đào Nha: [ˈtasɐ ðɨ puɾtuˈɣal]) là một giải đấu bóng đá thường niên, loại trực tiếp hàng đầu của bóng đá Bồ Đào Nha. Vì lý do tài trợ, giải đấu được gọi là Taça de Portugal Generali Tranquilidade kể từ mùa giải 2024–25. Được tổ chức bởi Liên đoàn bóng đá Bồ Đào Nha kể từ lần đầu tiên vào năm 1938, giải đấu dành cho các câu lạc bộ chuyên nghiệp và nghiệp dư từ bốn hạng đấu hàng đầu. Các trận đấu diễn ra từ tháng 8, tháng 9 đến tháng 5, tháng 6 năm sau và trận chung kết, theo truyền thống, được tổ chức tại sân vận động Quốc gia ở Oeiras, gần Lisbon. Đội vô địch sẽ đủ điều kiện tham dự Supertaça Cândido de Oliveira, Siêu cúp bóng đá Bồ Đào Nha, (hoặc á quân trong trường hợp đội vô địch cũng là nhà vô địch giải Ngoại hạng) và UEFA Europa League (trừ khi đã đủ điều kiện tham dự UEFA Champions League thông qua giải Ngoại hạng).
Trước năm 1938, một cuộc thi tương tự đã được tổ chức từ năm 1922 với tên gọi Campeonato de Portugal (Giải vô địch Bồ Đào Nha), nhằm xác định nhà vô địch quốc gia trong số những nhà vô địch khu vực khác nhau. Việc thành lập Primeira Liga, với tư cách là giải vô địch quốc nội chính thức vào năm 1938, dẫn đến việc chuyển Campeonato de Portugal thành giải đấu cúp nội địa chính, theo tên gọi như hiện nay. Trên thực tế, chiếc cúp được trao cho đội vô địch Cúp bóng đá Bồ Đào Nha cũng giống như chiếc cúp được trao cho đội vô địch Campeonato de Portugal, mặc dù danh hiệu ở mỗi giải đấu được tính riêng.
Đội vô địch Taça de Portugal đầu tiên là Académica, đội đã đánh bại Benfica 4–3 trong trận chung kết năm 1939. Benfica là đội thành công nhất giải đấu với 26 danh hiệu. Porto hiện là đương kim vô địch sau khi đánh bại Braga ở trận chung kết năm 2023.